# SKE48
SKE48 (яп.  эсукэ:и: фо:тиэйто, эс-кэй-и́ фотиэ́йт) — японская идол-группа, продюсируемая поэтом-песенником Ясуси Акимото. SKE48 названы в честь района Сакаэ в Нагое префектуры Айти, где базируется группа. Группа выступает в театре SKE48 на 2-м этаже торгового центра Sunshine Sakae в Сакаэ, Нагоя. Группа продала в Японии около 11 миллионов компакт-дисков.

## Концепт

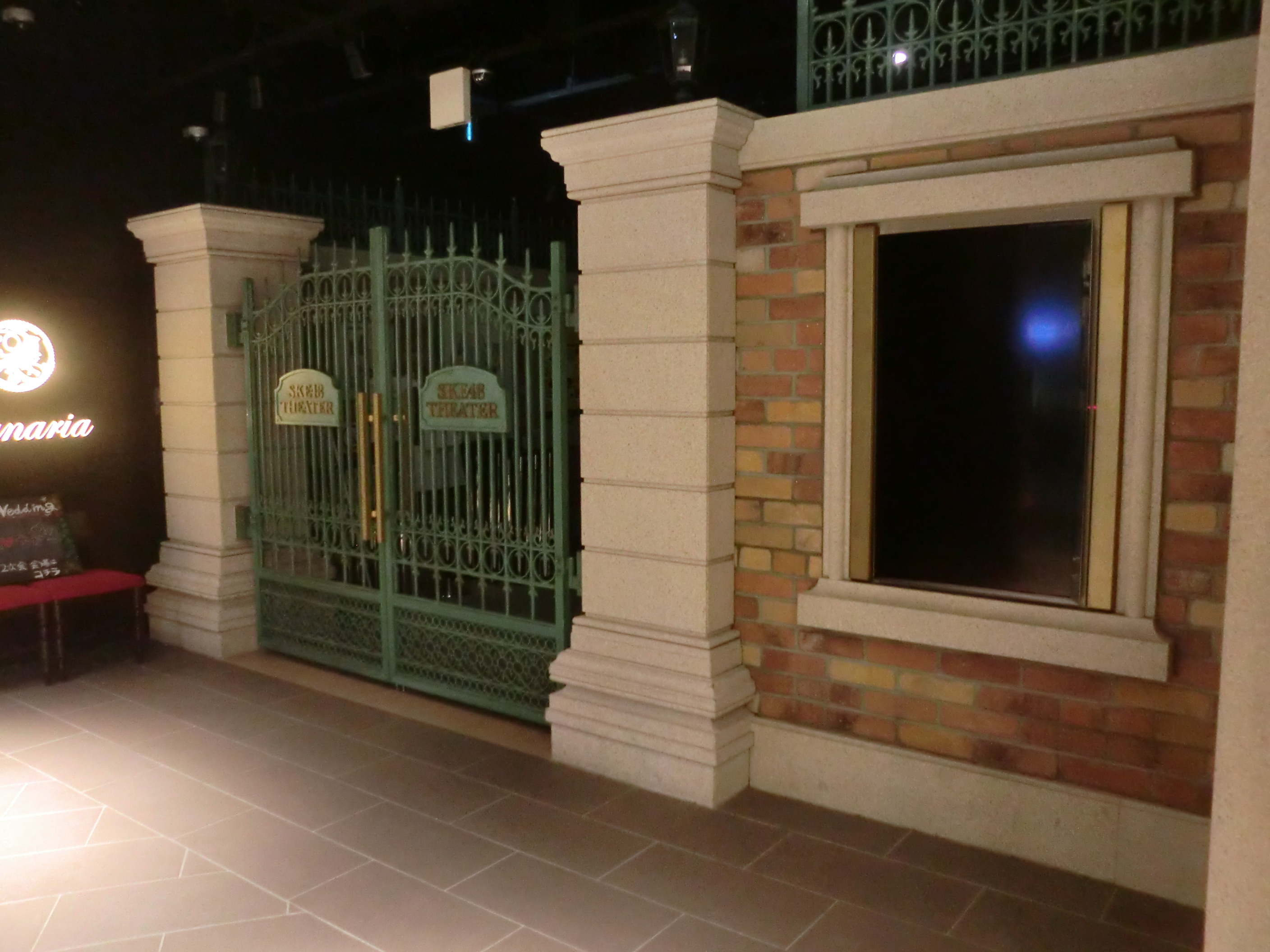
Вход в театр SKE48

SKE48 были основаны на концепции «звёзд, с которыми можно увидеться». Главный продюсер группы Ясуси Акимото однажды сказал, что его целью было создать идол-группу, которая не похожа ни на какие другие обычные ийдол-группы (которые дают концерты только время от времени и в основном их показывают по телевидению). SKE48 регулярно выступали в собственном театре, и фанаты всегда могли наблюдать за выступлениями девушек вживую. Театр SKE48 находится в Сансайн Сакаэ Нагоя, Айти. Члены этой группы делятся на три группы, которые в хронологическом порядке называются «Команда S», «Команда KII» и «Команда E». «Kenkyūsei» (стажеры) - это группа участниц, обучающихся для перехода в одну из этих команд.

## История

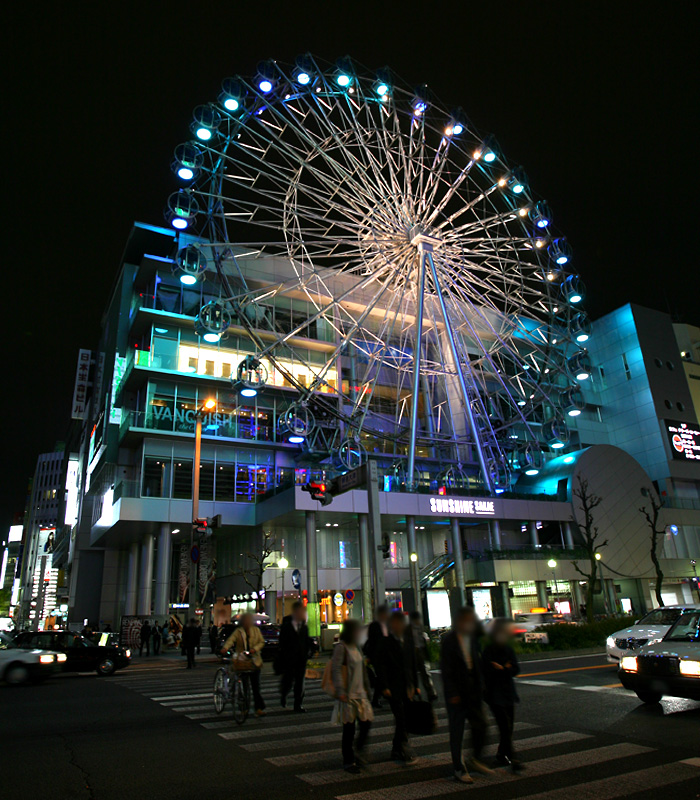
Саншайн Сакаэ

Асуси Акимото был предложен шанс начать производство в Нагое вместе с обновлением Саншайн Сакаэ 2F, когда он думал о расширении своего «проекта 48» по всей стране. У него были предложения из-за пределов Японии, но он решил использовать Нагою как место для продолжения проекта. Акимото сказал, что избранные участницы AKB48 и SKE48 могут выпустить сингл вместе. Свой первый сингл они выпустили в 2009 году.
В сингле AKB48 «Oogoe Diamond» Дзюрина Мацуи стала центром первой и единственной участницей SKE48, представленной на обложке сингла и в самой песне. В том числе Мацуи, некоторые участницы SKE48 появились в клипе, что стало первым совместным проектом двух групп.
28 мая 2011 года Avex взяли под своё крыло SKE48 и 27 июля 2011 года они выпустили свой дебютный сингл «Pareo wa Emerald».
25 августа было объявлено, что участница SKE48 Юи Мацусита покинет группу в конце сентября 2011 года из-за травмы лодыжки. 
7 августа 2012 года участница SKE48 и капитан команды S Хирата Рикако объявила о своем выпуске, чтобы продолжить карьеру репортера.
В первый день концерта Tokyo Dome, состоявшегося 24 августа 2012 года, было объявлено, что Ри Китахара из AKB48, Team K будет одновременно занимать должность в SKE48. Анна Исида из команды KII будет одновременно занимать должность в AKB48, команда B.
1 ноября было объявлено, что Куми Ягами, одина из членов первого поколения группы, покинет группу, но дата не была объявлена.
9 декабря в здании 5F с театром открылся SKE48CAFE & SHOP с AKB48. Есть кулинарное меню, придуманное участницами SKE48.
15 января 2013 года было объявлено, что восемь участниц, трое из команды S, по двое из команды KII и E и один стажёр, покинут группу вместе с Ягами (чей выпуск уже был объявлен в ноябре 2012 года). весной 2013 года. 13 апреля было объявлено, что команды должны быть реорганизованы, и девять членов стажёров будут повышены до полноправных членов группы. Юка Наканиси стала капитаном SKE48, а также лидером команды S, а Рэна Мацуи была повышена до лидера команды E. Риэ Китахара, которая была и в SKE48, и в AKB48, была удалена из состава SKE48 во время заключительного концерта серии концертов «AKB48 Group Rinji Soukai» в Nippon Budokan 28 апреля, а её последнее выступление в качестве участницы SKE48 состоялось 9 мая.
24 февраля 2014 года было объявлено, что Рэна Мацуи будет одновременно будет состоять в Nogizaka46 после реорганизации команд. Одновременно с SKE48 и AKB48 
Мина Оба была полностью переведена в SKE48 Team KII, а другие члены из AKB48, NMB48, и HKT48 были навсегда переведены или получили одновременные должности в SKE48. Бывший член команды K Саэ Миядзава была переведен из SNH48 и назначен новым лидером команды S.
15 марта 2015 года были объявлены участницы, прошедшие прослушивание в седьмое поколение. 6 июня 2015 года SKE48 стала первой сестринской группой, у которой в ежегодном сингле Сенбацу Соусенкио больше участников, чем у AKB48. В 2015 году SKE48 выпустил два сингла. Третий релиз был выпущен под лейблом Love Crescendo и позиционировался как первый подпроект SKE48.
7 февраля 2020 года Дзюрина Мацуи объявила о своем выпуске из SKE48. В июле 2020 года Кадзуя Эбинэ , руководитель управляющей компании Zest SKE48, был арестован за то, что в ноябре 2019 года якобы заплатил двум несовершеннолетним девушкам за секс в его машине.

## Состав

### Team S
- Команда S ассоциируется с оранжевым цветом, текущий лидер - Тикако Мацумото.

| Имя                             | День рождения | Место на выборах         | Место на выборах         | Место на выборах         | Место на выборах         | Место на выборах         | Место на выборах         | Место на выборах         | Место на выборах         | Место на выборах         | Место на выборах         |
| Имя                             | День рождения | 1                        | 2                        | 3                        | 4                        | 5                        | 6                        | 7                        | 8                        | 9                        | 10                       |
| ------------------------------- | ------------- | ------------------------ | ------------------------ | ------------------------ | ------------------------ | ------------------------ | ------------------------ | ------------------------ | ------------------------ | ------------------------ | ------------------------ |
| Юдзуки Исигуро (яп. 石黒友月)   | 11.10.2003    | &0000000000000999.000000 | &0000000000000999.000000 | &0000000000000999.000000 | &0000000000000999.000000 | &0000000000000999.000000 | &0000000000000999.000000 | &0000000000000999.000000 | &0000000000000999.000000 | N/A                      | N/A                      |
| Рука Иноуэ (яп. 井上瑠夏)       | 12.06.2001    | &0000000000000999.000000 | &0000000000000999.000000 | &0000000000000999.000000 | &0000000000000999.000000 | &0000000000000999.000000 | &0000000000000999.000000 | &0000000000000999.000000 | &0000000000000999.000000 | N/A                      | N/A                      |
| Юки Отани (яп. 大谷悠妃)        | 29.07.2004    | &0000000000000999.000000 | &0000000000000999.000000 | &0000000000000999.000000 | &0000000000000999.000000 | &0000000000000999.000000 | &0000000000000999.000000 | &0000000000000999.000000 | &0000000000000999.000000 | &0000000000000999.000000 | N/A                      |
| Аюка Камимура (яп. 上村 亜柚香) | 27.01.2004    | &0000000000000999.000000 | &0000000000000999.000000 | &0000000000000999.000000 | &0000000000000999.000000 | &0000000000000999.000000 | &0000000000000999.000000 | &0000000000000999.000000 | N/A                      | N/A                      | N/A                      |
| Ёсино Китагава (яп. 北川愛乃)   | 24.01.2001    | &0000000000000999.000000 | &0000000000000999.000000 | &0000000000000999.000000 | &0000000000000999.000000 | &0000000000000999.000000 | &0000000000000999.000000 | &0000000000000999.000000 | &0000000000000999.000000 | N/A                      | N/A                      |
| Марин Сакамото (яп. 坂本真凛)   | 02.02.2002    | &0000000000000999.000000 | &0000000000000999.000000 | &0000000000000999.000000 | &0000000000000999.000000 | &0000000000000999.000000 | &0000000000000999.000000 | &0000000000000999.000000 | &0000000000000999.000000 | N/A                      | N/A                      |
| Айка Сугияма (яп. 杉山 愛佳)    | 05.03.2002    | &0000000000000999.000000 | &0000000000000999.000000 | &0000000000000999.000000 | &0000000000000999.000000 | &0000000000000999.000000 | &0000000000000999.000000 | N/A                      | N/A                      | N/A                      | 110                      |
| Рика Тсудзуки (яп. 都築 里佳)   | 08.11.1995    | &0000000000000999.000000 | &0000000000000999.000000 | N/A                      | N/A                      | N/A                      | N/A                      | &0000000000000999.000000 | &0000000000000999.000000 | N/A                      | &0000000000000999.000000 |
| Идзуми Накамура (яп. 仲村和泉)  | 15.03.2000    | &0000000000000999.000000 | &0000000000000999.000000 | &0000000000000999.000000 | &0000000000000999.000000 | &0000000000000999.000000 | &0000000000000999.000000 | &0000000000000999.000000 | &0000000000000999.000000 | N/A                      | N/A                      |
| Кано Нодзима (яп. 野島 樺乃)    | 06.09.2001    | &0000000000000999.000000 | &0000000000000999.000000 | &0000000000000999.000000 | &0000000000000999.000000 | &0000000000000999.000000 | &0000000000000999.000000 | N/A                      | N/A                      | N/A                      | N/A                      |
| Миё Номура (яп. 野村実代)       | 01.02.2003    | &0000000000000999.000000 | &0000000000000999.000000 | &0000000000000999.000000 | &0000000000000999.000000 | &0000000000000999.000000 | &0000000000000999.000000 | &0000000000000999.000000 | &0000000000000999.000000 | N/A                      | N/A                      |
| Дзюрина Мацуи (яп. 松井 珠理奈) | 08.03.1997    | 19                       | 10                       | 14                       | 9                        | 6                        | 4                        | 5                        | 3                        | 3                        | 1                        |
| Тикако Мацумото (яп. 松本 慈子) | 19.11.1999    | &0000000000000999.000000 | &0000000000000999.000000 | &0000000000000999.000000 | &0000000000000999.000000 | &0000000000000999.000000 | N/A                      | N/A                      | N/A                      | N/A                      | N/A                      |
| Судзуран Ямаути (яп. 山内 鈴蘭) | 08.12.1994    | &0000000000000999.000000 | 36                       | N/A                      | 54                       | 61                       | 69                       | 63                       | 71                       | N/A                      | N/A                      |

### Стажёры
В настоящее время в SKE48 нет стажёрок.

## Дискография

### Студийные альбомы
| Год  | Альбом | Oricon Weekly Albums Chart | Продажи (Oricon) | Продажи (Oricon) |
| Год  | Альбом | Oricon Weekly Albums Chart | Первая неделя    | Всего            |
| ---- | --- | -------------------------- | ---------------- | ---------------- |
| 2012 | Kono Hi no Chime o Wasurenai (яп. この日のチャイムを忘れない) - Выпущен: 19 сентября 2012 - Лейбл: Avex Trax (AVCD-38568, AVCD-38569) - Формат: CD | 2                          | 110613           | 150835+          |
| 2017 | Kakumei no Oka (яп. 革命の丘, Revolutionary Hill) - Релиз: 22 февраля 2017 года - Лейбл: Avex Trax - Формат: 3CD+DVD. 2CD, digital download        | 2                          | 99,646           | 126,720          |

### Синглы
| Год  | Название                                          | Позиция                     | Позиция                 | Oricon        | Oricon  | Альбом                       |  |
| Год  | Название                                          | Oricon Weekly Singles Chart | Billboard Japan Hot 100 | Первая неделя | Всего   | Альбом                       |  |
| ---- | ------------------------------------------------- | --------------------------- | ----------------------- | ------------- | ------- | ---------------------------- |  |
| 2009 | «Tsuyoki Mono yo» (яп. 強き者よ)                  | 5                           | 91                      | 22,624        | 27,259  | Kono Hi no Chime o Wasurenai |  |
| 2010 | «Aozora Kataomoi» (яп. 青空片想い)                | 3                           | 47                      | 34,747        | 51,180  | Kono Hi no Chime o Wasurenai |  |
| 2010 | «Gomen ne, SUMMER» (яп. ごめんね、SUMMER)         | 3                           | 6                       | 62,078        | 96,049  | Kono Hi no Chime o Wasurenai |  |
| 2010 | «1! 2! 3! 4! Yoroshiku!» (яп. 1!2!3!4! ヨロシク!) | 2                           | 6                       | 119,913       | 175,027 | Kono Hi no Chime o Wasurenai |  |
| 2011 | «Banzai Venus» (яп. バンザイVenus)                | 1                           | 2                       | 206,608       | 275,189 | Kono Hi no Chime o Wasurenai |  |
| 2011 | «Pareo wa Emerald» (яп. パレオはエメラルド)       | 1                           | 1                       | 378,747       | 480,916 | Kono Hi no Chime o Wasurenai |  |
| 2011 | «Okey Dokey» (яп. オキドキ Oki Doki)              | 1                           | 1                       | 382,802       | 474,970 | Kono Hi no Chime o Wasurenai |  |
| 2012 | «Kataomoi Finally» (яп. 片想いFinally)            | 1                           | 1                       | 495,809       | 592,947 | Kono Hi no Chime o Wasurenai |  |
| 2012 | «Aishite-love-ru» (яп. アイシテラブル!)           | 1                           | 1                       | 472,327       | 581,874 | Kakumei no Oka               |  |
| 2012 | «Kiss Datte Hidarikiki» (яп. キスだって左利き)    | 1                           | 1                       | 511,472       | 598,011 | Kakumei no Oka               |  |
| 2013 | «Choco no Dorei» (яп. チョコの奴隷)               | 1                           | 1                       | 538,914       | 671,623 | Kakumei no Oka               |  |
| 2013 | «Utsukushii Inazuma» (яп. 美しい稲妻)             | 1                           | 1                       | 510,673       | 661,557 | Kakumei no Oka               |  |
| 2013 | «Utsukushii Inazuma» (яп. 賛成カワイイ!)          | 1                           | 1                       | 449,003       | 569,566 | Kakumei no Oka               |  |
| 2014 | «Utsukushii Inazuma» (яп. 未来とは?)              | 1                           | 1                       | 397,874       | 504,576 | Kakumei no Oka               |  |
| 2014 | «Bukiyō Taiyō» (яп. 不器用太陽)                   | 1                           | 1                       | 324,076       | 464,116 | Kakumei no Oka               |  |
| 2014 | «12 Gatsu no Kangaroo» (яп. 12月のカンガルー)     | 1                           | 2                       | 386,495       | 452,543 | Kakumei no Oka               |  |
| 2015 | «Coquettish Jūtai Chū» (яп. コケティッシュ渋滞中) | 1                           | 2                       | 640,451       | 702,299 | Kakumei no Oka               |  |
| 2015 | «Maenomeri» (яп. 前のめり)                        | 1                           | 1                       | 370,135       | 461,604 | Kakumei no Oka               |  |
| 2016 | «Chicken Line»                                    | 1                           | 1                       | 257,095       | 365,328 | Kakumei no Oka               |  |
| 2016 | «Kin no Ai, Gin no Ai» (яп. 金の愛、銀の愛)       | 1                           | 1                       | 251,639       | 327,598 | Kakumei no Oka               |  |
| 2017 | «Igai ni Mango» (яп. 意外にマンゴー)              | 1                           | 1                       | 272,872       | 341,514 | TBA                          |  |
| 2018 | «Muishiki no Iro» (яп. 無意識の色)                | 1                           | 1                       | 278,892       | 386,683 | TBA                          |  |
| 2018 | «Ikinari Punch Line» (яп. いきなりパンチライン)   | 1                           | 1                       | 240,126       | 390.770 | TBA                          |  |
| 2018 | «Stand by You»                                    | 1                           | 1                       | 234,008       | 419,763 | TBA                          |  |
| 2019 | «Frustration»                                     | 1                           | 2                       | 320,614       | 367,503 | TBA                          |  |
| 2020 | «Sōyūtoko Aru yo ne?»                             | 1                           | 1                       | 289,471       |         | TBA                          |  |

### Театральные альбомы
| Год  | Название | Oricon   |
| ---- | --- | -------- |
| 2010 | Te o Tsunaginagara (яп. 手をつなぎながら) - Выпущен: 10 февраля 2010 - Лейбл: Crown Gold (CRCP-40266*, CRCP-40267**) - Формат: CD | 21* 59** |
| 2010 | Seifuku no Me (яп. 制服の芽) - Выпущен: 28 апреля 2010 - Лейбл: Crown Gold (CRCP-40268*) - Формат: CD                             | 22       |
| 2012 | Ramune no Nomikata (яп. ラムネの飲み方) - Выпущен: 14 марта 2012 - Лейбл: Avex Trax (AVCD-38454**) - Формат: CD                   | 6        |
| 2017 | SKE Festival (яп. SKEフェスティバル) - Релиз: 27 сентября 2017 года - Лейбл: Avex Trax (AVCD-93740)*** - Формат: CD               | 10       |

*Релиз Команды S
**Релиз Команды KII
***Релиз Команды E

## Видеоклипы
| Сингл № | Название                 | Официальный канал на YouTube                                    |
| ------- | ------------------------ | --------------------------------------------------------------- |
| 1       | «Tsuyoki Mono yo»        | смотреть Архивная копия от 27 августа 2017 на Wayback Machine   |
| 2       | «Aozora Kataomoi»        | смотреть Архивная копия от 9 августа 2017 на Wayback Machine    |
| 3       | «Somen ne, SUMMER»       | смотреть Архивная копия от 7 августа 2017 на Wayback Machine    |
| 4       | «1! 2! 3! 4! Yoroshiku!» | смотреть Архивная копия от 17 мая 2018 на Wayback Machine       |
| 5       | «Banzai Venus»           | см. превью Архивная копия от 8 мая 2017 на Wayback Machine      |
| 6       | «Pareo wa Emerald»       | см. превью Архивная копия от 8 июня 2017 на Wayback Machine     |
| 7       | «Okey Dokey»             | см. превью Архивная копия от 15 июля 2017 на Wayback Machine    |
| 8       | «Kataomi Finally»        | см. превью Архивная копия от 16 июля 2017 на Wayback Machine    |
| 9       | «Aishite-love-ru»        | см. превью Архивная копия от 17 июля 2017 на Wayback Machine    |
| 10      | «Kiss Datte Hidarikiki»  | см. превью Архивная копия от 23 июля 2017 на Wayback Machine    |
| 11      | «Choco no Dorei»         | см. превью Архивная копия от 13 октября 2017 на Wayback Machine |
| 12      | «Utsukushii Inazuma»     | см. превью Архивная копия от 7 августа 2017 на Wayback Machine  |